# Бородін Андрій Юрійович
Андрі́й Ю́рійович Бороді́н — український військовик, полковник Збройних сил України, учасник російсько-української війни, командир 60 ОМБр з квітня 2023.

## Життєпис
У 2007 році закінчив Харківський інститут танкових військ імені Верховної Ради України, а у 2018 — Національний університет оборони України імені Івана Черняховського.
У 2014 році в боях за Авдіївку зазнав поранення.
З 2017-го по середину 2020 року командир механізованого батальйону 92-ї окремої механізованої бригади.
З середини 2020 по 2021 рік — командир 113-ї окремої бригади територіальної оборони.
З 2021 року по 2023 рік — начальник штабу — перший заступник командира 93-ї механізованої бригади.
З квітня 2023 року — командир 60-ї механізованої Інгулецької бригади.

## Нагороди
- Орден Богдана Хмельницького II ступеня (2022)[6]
- Орден Богдана Хмельницького III ступеня (2019)[3]